# Chust (Ucraina)
Chust (in ucraino Хуст, in ungherese Huszt) è una città ucraina (28 039 abitanti), nel distretto di Chust, nell'oblast' della Transcarpazia. Ospita l'amministrazione del distretto di Chust e della comunità territoriale di Chust, una delle comunità territoriali dell'Ucraina.
Fino al 18 luglio 2020 Chust costituiva una città di rilevanza regionale e fungeva da centro amministrativo del distretto di Chust, sebbene non appartenesse al distretto. Come parte della riforma amministrativa che ha ridotto a sei il numero dei distretti dell'oblast' della Transcarpazia, la città fu integrata nel distretto di Chust.
Chust è situata presso la confluenza dei fiumi Tibisco e Rika.
Chust è stata brevemente la capitale della Repubblica dell'Ucraina Carpatica il 15 marzo 1939.

## Origine del nome
Il nome è probabilmente legato al nome del torrente Hustets o Husztica, il cui significato è "fazzoletto". È anche ipotizzabile che il nome della città derivi da un ingrediente alimentare tradizionale rumeno - husti.
Esistono diversi nomi alternativi usati per questa città: ucraino e ruteno: Хуст, rumeno: Hust, ungherese: Huszt, ceco e slovacco: Chust, yiddish: חוסט, tedesco: Chust.

## Storia
L'insediamento fu menzionato per la prima volta come terra di Huzth, nel 1324.
Il suo castello, che doveva essere costruito nel 1090 dal re San Ladislao I d'Ungheria come difesa contro i Cumani e distrutto durante l'invasione mongola dell'Ungheria, fu menzionato nel 1353. Chust ottenne i privilegi cittadini nel 1329.
Nel 1458 il re Mattia imprigionò suo zio, il ribelle Mihály Szilágyi nel castello. Nel 1514, durante la rivolta contadina di György Dózsa, i contadini locali catturarono il castello. Nel 1526 l'area divenne parte della Transilvania.
L'esercito di Ferdinando I conquistò la città nel 1546. Nel 1594 i Tatari distrussero la città, ma non riuscirono a prendere il castello. Il castello fu assediato nel 1644 dall'esercito di Giorgio I Rákóczi, nel 1657 dai polacchi, nel 1661-1662 dalle orde ottomane e tartare. Il conte Ferenc Rhédey, principe al potere in Transilvania e alto amministratore della contea di Máramaros, morì nel castello il 13 maggio 1667.
Il castello si arrese ai Kuruc il 17 agosto 1703 e qui fu proclamata l'indipendenza della Transilvania. Fu l'ultimo castello occupato dagli Asburgo durante la repressione della lotta per la libertà dei Kuruc, nel 1711. Il castello gravemente danneggiato fu colpito da un fulmine e bruciato il 3 luglio 1766; una tempesta abbatté la sua torre nel 1798, da allora è stata in rovina. Chust fu ribattezzato Csebreny nel 1882 durante il processo di magiarizzazione.
Nel 1910 Chust aveva 10 292 abitanti, di cui 5 230 ruteni, 3 505 ungheresi e 1 535 tedeschi. Fino al trattato di Trianon apparteneva all'Ungheria ed era la sede del distretto di Chust della contea di Máramaros. Dopo la prima guerra mondiale, nell'estate del 1919 le truppe rumene presero il controllo del territorio. Ma secondo il Trattato di Saint-Germain-en-Laye la Cecoslovacchia ricevette la città, come parte della nuova regione Podkarpatsko (Rutenia subcarpatica). La Cecoslovacchia dovette fornire alla regione un'ampia autonomia, ma l'autonomia fu realizzata solo nel 1938. Nell'autunno del 1938 fu organizzato un governo autonomo. Il giorno dopo il crollo della Cecoslovacchia il 14 marzo 1939, il governo della città di Chust proclamò, per volontà della popolazione locale, l'indipendenza come Repubblica dell'Ucraina Carpatica il 15 marzo 1939. Il giorno successivo, il 16 marzo 1939, le truppe ungheresi invasero Chust e la rivendicarono come parte dell'Ungheria. Il 24 ottobre 1944, le truppe sovietiche occuparono la città e la annessero all'Unione Sovietica. Il governo sovietico deportò gran parte delle popolazioni tedesche e ungheresi della città.

## Società

### Evoluzione demografica
Nel 1910 Huszt contava 10.292 abitanti, di cui 5.230 ruteni , 3.505 ungheresi e 1.535 tedeschi .
Nel 2001 Chust contava 31 900 abitanti, tra cui:
- 28 500 (89,3%) ucraini
- 1 700 (5,4%) ungheresi
- 1 200 (3,7%) russi
- 100 (0,4%) Rom

Fino al XIX secolo la popolazione della città includeva anche rumeni (800 rumeni secondo il censimento del 1880).

## Clima
Chust ha un clima oceanico (Köppen: Cfb).

## Attrazioni turistiche
- Chiesa della fortezza riformata gotica del XIII secolo
- Rovine del castello
- Chiesa fortezza protestante del XIII-XIV secolo, protestante dal 1524, fortificata nel 1616, 1644, 1661 e 1670, restaurata nel 1773 e nel 1888. Il campanile è del XV secolo; fino al 1861 aveva quattro pinnacoli.
- Chiesa cattolica (barocco, XVIII secolo)
- Chiesa greco-ortodossa